# Aldo Schön
Aldo Schön, auch Schoen (* 29. Juli 1912 in München; † 15. Februar 2014 ebenda) war ein deutscher Pianist, Hochschullehrer und Rektor des Brucknerkonservatoriums Linz.

## Leben
Aldo Schön studierte nach dem Abitur 1931 am Wilhelmsgymnasium München Musik an der Akademie der Tonkunst München. Anschließend war er als Konzertpianist tätig. 1943 bis 1945 war er Rektor des Linzer Brucknerkonservatoriums. Von 1956 bis 1981 war Schön Universitätsprofessor für Klavier an der Musikhochschule München.
Ab 1957 spielte er im Raba-Trio mit Jost Raba, Violine und Inge Raba, Violoncello. Er nahm einige Platten mit klassischen Komponisten auf.
Aldo Schön wurde am Mirogoj-Friedhof in Zagreb begraben.